# Resistance Is Futile (album, Monkey Business)
Resistance Is Futile je třetí studiové album české skupiny Monkey Business. Vydáno bylo v roce 2003 a jeho producentem byl vůdce skupiny Roman Holý. Kromě členů kapely na albu vystupovali například Iva Bittová, Jiří Stivín, Roman Dragoun, Hiram Bullock a další.

## Seznam skladeb
1. Resistance Is Futile – 3:42
2. We Feel Better Than Jan Hus – 4:43
3. Intercooler – 4:07
4. Eat Me Oh My Lady – 3:02
5. All The Things – 3:48
6. Are You Shure? – 3:47
7. Harder Than Your Father – 4:31
8. Sweet Masturbation – 3:55
9. Heaven – 3:47
10. Now I’m Here – 4:24
11. Am I an Airhead? – 3:43